# Бадирагуато (муниципалитет)
Бадирагуато (исп. Badiraguato) — муниципалитет в Мексике, штат Синалоа, с административным центром в одноимённом городе. Численность населения, по данным переписи 2010 года, составила 29999 человека.

## Общие сведения
Название Badiraguato с языка тараско можно перевести как река среди холмов.
Площадь муниципалитета равна 4836 км², что составляет 8,43 % от площади штата. Он граничит с другими муниципалитета штата Синалоа: на юге с Кульяканом, и на западе с Мокорито и Синалоа, а также граничит с другими штатами Мексики: на севере с Чиуауа, и на востоке с Дуранго.

## Учреждение и состав
Муниципалитет был образован 8 апреля 1915 года, в его состав входит 482 населённых пункта, самые крупные из которых:
| Код INEGI | Населённый пункт                                        | Численность населения (2005 год) | Численность населения (2010 год) |
| --------- | ------------------------------------------------------- | -------------------------------- | -------------------------------- |
| 003       | Всего                                                   | 32295                            | 29999                            |
| 0001      | Бадирагуато (исп. Badiraguato) (административный центр) | 3562                             | 3725                             |
| 0282      | Сурутато (исп. Surutato)                                | 982                              | 869                              |
| 0260      | Сан-Хосе-дель-Льяно (исп. San José del Llano)           | 791                              | 722                              |
| 0821      | Тамеапа (исп. Tameapa)                                  | 457                              | 623                              |
| 0481      | Отатильос (исп. Otatillos)                              | 609                              | 506                              |

## Экономическая деятельность
По статистическим данным 2000 года, работоспособное население занято по секторам экономики в следующих пропорциях: сельское хозяйство, скотоводство и рыбная ловля — 61,2 %, промышленность и строительство — 12,4 %, сфера обслуживания и туризма — 22,2 %, прочее — 4,2 %.

## Инфраструктура
По статистическим данным 2010 года, инфраструктура развита следующим образом:
- электрификация: 77,1 %;
- водоснабжение: 45,3 %;
- водоотведение: 59 %.

## Туризм
Основные достопримечательности:
- церковь Сан-Хуан-Баутиста, построенная в 1851 году;
- здание администрации;
- музей культуры Гектора Олеа, в муниципальном центре;
- несколько монументов и памятников историческим личностям Мексики;
- несколько заповедных зон с горными ручьями;
- водохранилища на плотинах «Эльядиус Серрано Гастелум» и «Адольфо Лопес Матеос».

## Фотографии
- Вид на город Бадирагуато
- На въезде в город Бадирагуато
- Вид на посёлок Уисиопа
- Старинная печь в посёлке Сурутато